# Marcilly-le-Châtel
Marcilly-le-Châtel este o comună în departamentul Loire din sud-estul Franței. În 2009 avea o populație de 1.256 de locuitori.

## Evoluția populației
| An        | 1975 | 1982 | 1990 | 1999 | 2006  | 2009  |
| --------- | ---- | ---- | ---- | ---- | ----- | ----- |
| Populație | 687  | 760  | 856  | 974  | 1.175 | 1.256 |